# Алонсо де Авіла
Алонсо де Авіла (ісп. Alonzo de Ávila, 1486, Сьюдад-Реаль — 1542, Нова Галісія) — конкістадор, активний учасник завоювання Теночтітлана й Юкатана.
Відомості про ранні роки життя Алонсо відсутні. На думку мексиканської дослідниці Еви Олександри Учмані, Алонсо був вихідцем із сім'ї хрещених євреїв. У 1518 році Алонсо бере участь у другій експедиції із дослідження узбережжя Мексики, яку організовав Дієго Веласкес, під керівництвом Хуана де Гріхальва та Педро де Альварадо.
Проте вже в листопаді 1518 року він приєднався до експедиції Ернана Кортеса, і в лютому 1519 року залишає Кубу. Авіла брав участь у захопленні Монтесуми ІІ, а також був відзначений Кортесом під час «ночі скорботи».
Влітку 1520 року за наказом Кортеса відправився на Еспаньйолу.
У 1522 році Кортес відправляє Алонсо в Іспанію до королівського двору, але по дорозі він потрапив у полон до французьким піратів під проводом Жана Флері. Алонсо де Авіла пробув у полоні два роки у Франції, поки за нього не заплатили викуп.
Повернувшись в Іспанію Алонсо взяв участь у слуханнях для дачі показань стосовно спору між Дієго Веласкесом де Куельяром та Ернаном Кортесом.
У 1526 році спільно зі Монтехо Алонсо вирішує організувати власну експедицію в Новий Світ і дослідити Юкатан, який їх сучасники вважали великим островом.
Організувавши і взявши участь у двох експедиціях Юкатану спільно з Монтехо у 1527—1529 і 1530—1535 роках, Авіла в 1537 році повернувся в Мехіко. Там він протягом декількох років займався облаштуванням і управлінням свої енком'єнди. У кінці 1541 року Алонсо де Авіла взяв участь у військовій кампанії віце-короля Антоніо де Мендоса в західну Мексику проти повсталих індійців «Нової Галісії», де в 1542 році помер.